# 李作明
李作明（1972年10月—），甘肃省通渭县人，中华人民共和国政治人物。甘肃省第十四次党代会代表。

## 生平
1972年10月，李作明出生在甘肃省通渭县襄南乡高家店村。
1990年，李作明进入平凉农业学校农学专业学习，1994年毕业后成为岷县茶埠乡（今茶埠镇）的一名干部，1995年7月加入中国共产党，1996年12月成为茶埠乡副乡，1998年3月出任党委副书记、纪委书记。2000年2月转任中共岷县西江镇党委副书记、镇人民政府镇长，次年11月升任党委书记。2004年2月，李作明晋升岷县人民政府副县长。
2006年11月，李作明调任中共临洮县委常委、政法委书记，2009年10月转任副县长、县城投公司董事长，2011年9月转任纪委书记，2014年6月升任常务副县长。
2016年10月，李作明升任民乐县人民政府县长，2019年1月成为中共民乐县委书记。
2024年8月被开除党籍及开除公职

### 落马
2024年5月24日，李作明涉嫌严重违纪违法接受甘肃省纪委监委纪律审查和监察调查。